# Soli Deo gloria
Soli Deo gloria (в превод от латински: само на Бог слава, Само на Бог [да бъде] славата) е основна част от доктрината на протестантските богослови и последната от 5 Solae. Тя изразява реформираните възгледи, че всичко, което християнинът върши трябва да е за Божия слава, а не за негова собствена. Създадена е, за да подчертае останалите четири.

## Същност
Според Soli Deo gloria човек трябва да почита и да се покланя само на Бога, тъй като спасението се дава само и единствено чрез Неговата воля и действия. Протестантите вярват, че човешките същества, дори и светците, са недостойни за почит и поклонение.

### Библейски аргументи
Някои от основните библейски аргументи, които се изтъкват от протестантските теолози са:
- И тъй, ядете ли, пиете ли, или нещо друго вършите, всичко за слава Божия вършете. (1 Коринтяни 10:31)[1]
- Говори ли някой, нека говори като Божии думи; прислужва ли някой, нека прислужва по силата, която Бог дава, за да се прославя във всичко Бог чрез Иисуса Христа, Чиято слава и владичество е вовеки веков. Амин. (1Петрово 4:11)[2]
- Защото всичко е от Него, чрез Него и у Него. Нему слава вовеки, амин. (Римляни 11:36)[3]
- и Който ни направи пред Бога и Своя Отец царе и свещеници, – слава и владичество вовеки веков! Амин. (Откровение 1:6)[4]

## В изкуството и бита
Композиторът Йохан Себастиан Бах пише инициалите "SDG" (Soli Deo gloria) в края на всичките си църковни композиции и го прилага към някои, но не всички, свои светски произведения. Този знак понякога е използван и от съвременника на Бах Джордж Фридерик Хендел, например в неговия Te Deum. Испанският мистик и поет от 16 век Св. Йоан от Кръста използва подобна фраза, Чест и слава само на Бога, в своите Предпазни мерки и съвети.
В знак на почит към Бах, терминът също бива избран от сър Джон Елиът Гардинър като име за неговия собствен звукозаписен лейбъл, след като напуска Archiv Produktion, за да продължи и завърши своя проект за кантати на Бах.